# Trực khuẩn than
Vi khuẩn than (danh pháp khoa học: Bacillus anthracis) là một loài vi khuẩn trong chi Trực khuẩn (Bacillus) và là tác nhân gây bệnh than - một căn bệnh phổ biến của vật nuôi và đôi khi là cả con người.
Một số vi khuẩn trong những điều kiện nhất định có thể hình thành ở bên trong tế bào sinh dưỡng một cấu trúc đặc biệt bằng cách loại bớt nước, vỏ dày có canxidipicolinat, cấu trúc đó chịu được nhiệt độ cao và các chất độc hại... Cấu trúc đó gọi là nội bào tử vi khuẩn(endospore).
Đã có thời, bọn khủng bố cho nội bào tử vi khuẩn than (Bacillus anthracis) vào bì thư, gói hàng. Khi hít các bào tử này vào cơ thể, do có môi trường giàu protein, chúng nảy mầm ngay, tạo màng nhầy là chuỗi trùng hợp axit D. glutamic, có khả năng chống lại sự thực bào. Khi sinh trưởng, vi khuẩn than tiết ra protein có độc tính rất mạnh, gây sốt cao, sưng tấy và tử vong. Chỉ cần một lượng rất nhỏ bào tử của vi khuẩn than (khoảng 5.10−9 gam) đã đủ làm thiệt mạng một người. 